# Chiesa di San Grato (Saluggia)
La chiesa di San Grato è la parrocchiale di Saluggia, in provincia e arcidiocesi di Vercelli; fa parte del vicariato di Santhià.

## Storia
La parrocchiale di Saluggia, originariamente attestata con il doppio titolo di Santa Maria e San Grato, venne portata a termine nel 1585 e poi consacrata il 28 ottobre 1607 dal vescovo di Casale Monferrato Tullio del Carretto.
Questo edificio, dalle forme molto semplici, già alcuni decenni dopo, però, fu interessato da alcuni lavori, come ad esempio, nel 1666, la realizzazione delle volte, voluta dal parroco don Francesco Vallino.
Nel 1753 la chiesa venne ampliata mediante il prolungamento della navata di cinque metri, eseguito dal capomastro pollonese Stefano Ferrari; in questa occasione fu realizzata la nuova facciata.
Verso il 1770 si procedette all'esecuzione di nuovi interventi, ovvero la posa del pavimento in pietra di Barge, l'aggiunta della sagrestia e l'apertura di tre finestre sulla parete dell'abside.
Nel 1818, con il contributo dei fedeli, si provvide al rifacimento del campanile, mentre tra il 1829 e il 1831 la chiesa fu oggetto di un rimaneggiamento e di un ampliamento, che portò la struttura da una a tre navate.
La parrocchiale venne adeguata alle norme postconciliari negli anni settanta mediante l'aggiunta dell'ambone e della mensa eucaristica rivolta verso l'assemblea.

## Descrizione

### Esterno
La facciata della chiesa, rivolta a meridione, presenta centralmente il portale d'ingresso, sormontato dal coronamento semicircolare, e un'ampia raffigurazione di San Grato Vescovo ed è scandita da quattro lesene sorreggenti il timpano curvilineo; le due ali laterali, invece, sono caratterizzate da finestre a conchiglia e da finestre a tutto sesto.
Annesso alla parrocchiale è il campanile a base quadrata, abbellito da cornici marcapiano; la cella presenta su ogni lato una monofora ed è sormontata da un registro attico caratterizzato dagli orologi. 

### Interno
L'interno dell'edificio si compone di tre navate, separate da pilastri sorreggenti degli archi a tutto sesto e abbelliti da lesene, sopra le quali corre la trabeazione modanata e aggettante su cui si imposta la volta a botte carattizata da unghiature, mentre le due navate laterali sono coperte da volte a vela; al termine dell'aula si sviluppa il presbiterio, rialzato di due gradini, delimitato dalla balaustre e chiuso dall'abside di forma semicircolare.